# Лободин, Пётр Семёнович
Петр Семенович Лободин (1909, Киев — 1988) — украинский советский деятель, 1-й секретарь Дарницкого райкома КПУ города Киева, секретарь Киевского областного комитета КПУ.

## Биография
Образование высшее. Член ВКП(б) с 1941 года.
С 1941 года — участник Великой Отечественной войны. После демобилизации по ранению работал начальником 23-го цеха Бронетанкового ремонтного завода № 7.
В 1957 — январе 1963 года — 1-й секретарь Дарницкого районного комитета КПУ города Киева.
Делегат XXII съезда КПСС.
9 января 1963 — 7 декабря 1964 — секретарь Киевского промышленного областного комитета КПУ — председатель промышленного областного комитета партийно-государственного контроля. Одновременно, 12 января 1963 — 12 декабря 1964 — заместитель председателя исполнительного комитета Киевского промышленного областного совета депутатов трудящихся.
7 декабря 1964 — 22 февраля 1966 — секретарь Киевского областного комитета КПУ — председатель областного комитета партийно-государственного контроля. Одновременно, 12 декабря 1964—1966 — заместитель председателя исполнительного комитета Киевского областного совета депутатов трудящихся.
В 1966 — 23 марта 1974 года — председатель Киевского областного комитета народного контроля.
С марта 1974 года — на пенсии в городе Киеве. Умер после 1985 года.

## Награды
- орден Отечественной войны II ст. (6.11.1985)
- орден Трудового Красного Знамени (1966, 1971)
- орден Красной Звезды (24.01.1944)
- медали